# Горњи Бањани
Горњи Бањани су насеље у Србији у општини Горњи Милановац у Моравичком округу. Према попису из 2022. било је 169 становника. Удаљено је 23 км од Горњег Милановца. Налази се на надморској висини од 400 до 600 м и на површини од 758 ха.
У селу се налази главни систем за водоснабдевање Горњег Милановца.

## Географија
Засеоци овог села леже високо по повијарцима и косама око реке Дичине и око потока Ђурашиновца, а нарочито по великом повијарцу Мајдан – Видића Брдо.
Насеље је веома раштркано, осим варошице у којој су куће распоређене дуж пута, ниже раскршћа путева за Ваљево и Кадину Луку. У варошици су основна школа (почела је са радом 1867. године), пошта, општина, амбуланта, црква, куће и занатске радње. У селу има 69 домаћинстава. Овде се налази Црква Рођења Пресвете Богородице у Горњим Бањанима, саграђена 1862. године.
Сеоска преслава је о другим Тројицама, главни вашар у селу је на празник Покров, а мањи су о Цветима, Теодорици и Ускрсу.

## Историја
Евлија Челебија, турски путописац, први је записао име села 1664. године. Село је, наводно, добило име по извору топле минералне воде зване бања, на који је, по предању, долазио и сам Свети Сава. Становништво се током најезде Турака иселило. Наново је насељено у 18. веку од стране људи који су дошли из Старог Влаха, ужичког краја и Лике.
Горњи Бањани су некад били заселак села Лозња.
Варошица је настала негде после 1862. године. Те године је свештеник Атанасије Симић (1809 – 1890) саградио цркву, затим једну кућу и дућан. Године 1943. варошица је тешко страдала – Немци су је спалили.
У ратовима у периоду од 1912. до 1918. године село је дало 62 ратника. Погинуло их је 45 а 17 је преживело.
Овде се налазе Стари надгробни споменици у Горњим Бањанима (општина Горњи Милановац) и Крајпуташи у Горњим Бањанима.

## Демографија
У пописима село је 1910. године имало 336 становника, 1921. године 270, а 2002. године тај број је спао на 232.
У насељу Горњи Бањани живи 194 пунолетна становника, а просечна старост становништва износи 46,5 година (46,0 код мушкараца и 47,0 код жена). У насељу има 65 домаћинстава, а просечан број чланова по домаћинству је 3,49.
Ово насеље је великим делом насељено Србима (према попису из 2002. године), а у последња три пописа, примећен је пад у броју становника.
|  |

| Демографија | Демографија | Демографија |
| Година      | Становника  | Становника  |
| ----------- | ----------- | ----------- |
| 1948.       | 351         |             |
| 1953.       | 397         |             |
| 1961.       | 363         |             |
| 1971.       | 332         |             |
| 1981.       | 324         |             |
| 1991.       | 276         | 272         |
| 2002.       | 227         | 232         |
| 2011.       | 183         |             |

| Етнички састав према попису из 2002.‍ | Етнички састав према попису из 2002.‍ | Етнички састав према попису из 2002.‍ | Етнички састав према попису из 2002.‍ | Етнички састав према попису из 2002.‍ |
| ------------------------------------ | ------------------------------------ | ------------------------------------ | ------------------------------------ | ------------------------------------ |
|                                      |                                      |                                      |                                      |                                      |
| Срби                                 | Срби                                 |                                      | 225                                  | 99,11%                               |
| Роми                                 | Роми                                 |                                      | 2                                    | 0,88%                                |
| непознато                            | непознато                            |                                      | 0                                    | 0,0%                                 |

| Година пописа     | 1948. | 1953. | 1961. | 1971. | 1981. | 1991. | 2002. |
| ----------------- | ----- | ----- | ----- | ----- | ----- | ----- | ----- |
| Број домаћинстава | 68    | 84    | 87    | 90    | 87    | 79    | 65    |

| Број чланова      | 1  | 2  | 3  | 4 | 5 | 6 | 7 | 8 | 9 | 10 и више | Просек |
| ----------------- | -- | -- | -- | - | - | - | - | - | - | --------- | ------ |
| Број домаћинстава | 12 | 12 | 12 | 7 | 9 | 9 | 4 | 0 | 0 | 0         | 3,49   |

| Пол    | Укупно | Неожењен/Неудата | Ожењен/Удата | Удовац/Удовица | Разведен/Разведена | Непознато |
| ------ | ------ | ---------------- | ------------ | -------------- | ------------------ | --------- |
| Мушки  | 94     | 23               | 64           | 4              | 2                  | 1         |
| Женски | 109    | 23               | 61           | 25             | 0                  | 0         |
| УКУПНО | 203    | 46               | 125          | 29             | 2                  | 1         |

| Пол    | Укупно                    | Пољопривреда, лов и шумарство | Рибарство                            | Вађење руде и камена | Прерађивачка индустрија       |
| ------ | ------------------------- | ----------------------------- | ------------------------------------ | -------------------- | ----------------------------- |
| Мушки  | 74                        | 63                            | 0                                    | 0                    | 2                             |
| Женски | 47                        | 39                            | 0                                    | 0                    | 1                             |
| УКУПНО | 121                       | 102                           | 0                                    | 0                    | 3                             |
| Пол    | Производња и снабдевање   | Грађевинарство                | Трговина                             | Хотели и ресторани   | Саобраћај, складиштење и везе |
| Мушки  | 2                         | 0                             | 2                                    | 1                    | 1                             |
| Женски | 1                         | 0                             | 3                                    | 0                    | 0                             |
| УКУПНО | 3                         | 0                             | 5                                    | 1                    | 1                             |
| Пол    | Финансијско посредовање   | Некретнине                    | Државна управа и одбрана             | Образовање           | Здравствени и социјални рад   |
| Мушки  | 0                         | 0                             | 0                                    | 1                    | 0                             |
| Женски | 0                         | 0                             | 0                                    | 1                    | 1                             |
| УКУПНО | 0                         | 0                             | 0                                    | 2                    | 1                             |
| Пол    | Остале услужне активности | Приватна домаћинства          | Екстериторијалне организације и тела | Непознато            | Непознато                     |
| Мушки  | 1                         | 0                             | 0                                    | 1                    | 1                             |
| Женски | 0                         | 0                             | 0                                    | 1                    | 1                             |
| УКУПНО | 1                         | 0                             | 0                                    | 2                    | 2                             |